# 卢现艺
卢现艺（1958年10月—），男，汉族，中国摄影家，第二届全国中青年德艺双馨文艺工作者。现任贵州省旅游文化传播中心艺术总监，贵州省摄影家协会副主席。